# Anne Winters
Anne Winters (Dallas, 4 juni 1994) is een Amerikaanse actrice. Ze speelde onder andere in de Netflix televisieserie 13 Reasons Why en de zwarte humor horrorfilm Mom and Dad.

## Biografie
Anne Winters werd geboren in Dallas in de Amerikaanse staat Texas als dochter van Karen en Harry Winters. Ze groeide op vlakbij Lewisville. Ze ging naar school aan de Prestonwood Christian Academy, een privéschool in Plano. Op twaalfjarige leeftijd zong Winters een solo bij het Amerikaanse Airlines centrum voor een publiek van 24.000 mensen. Winters wilde oorspronkelijk gaan studeren aan de Southern Methodist University, maar koos ervoor om naar Los Angeles te verhuizen om een acteercarrière op te kunnen bouwen.
Winters maakte haar filmdebuut als een jonge Kathleen in de kerstfilm A Christmas Snow. Vervolgens was ze ook te zien in de film  Cooper and the Castle Hills Gang. In 2013 maakte ze een gastoptreden in de Disney Channel-sitcom Liv and Maddie als Kylie Kramer, waarin ze een optreden maakte in de aflevering Steal-A-Rooney. Van 2013 tot 2014 had Winters een terugkerende rol als Kelsey in de ABC Family/Freeform drama serie The Fosters. Van 2014 tot 2016 speelde Winters een hoofdrol van Emma Al-Fayeed in de dramaserie Tyrant, van Gideon Raff op FX Network. In het tweede seizoen werd ze geciteerd als gastrol en kwam ze in enkel vier van de dertien aflevering voor. In het derde seizoen vertolkte Winters opnieuw dezelfde rol. In 2014 had Winters een hoofdrol in dramafilm Sand Castles, geregisseerd door Clenét Verdi-Rose, naast acteurs Jordon Hodges en Clint Howard. Voor deze rol won ze een Leonardo da Vinci Horse Award voor Best Ensemble Cast tijdens het Internationaal filmfestival van Melbourne. Ook was Winters in 2014 te zien als Kelly Decker in de actiefilm Fatal Instinct. 
In 2015 speelde Winters het personage Gwen in de film Pass the Light, geregisseerd door Malcolm Goodwin. Ook speelde ze Avery Lindstrom in de televisieserie The Bridge He Bought Online, geregisseerd door Christine Conradt, en Vicki Roth in de dramaserie Wicked City. In een pilot vervolg op de dramafilm Cruel Intentions speelde Winters het personage Valerie York naast Sarah Michelle Gellar. Voor haar rol in de dramafilm The Tribe won Winters de prijs van Beste bijrol op het Internationaal filmfestival van Nice in 2016.
In 2017 was Winters te zien in de zwarte humor horrorfilm Mom and Dad naast Nicolas Cage en Selma Blair, geregisseerd door Brian Taylor. Vanaf 2017 had ze tevens een hoofdrol in de dramaserie Zac & Mia, waar ze kankerpatiënte Mia Philips speelde.  Voor deze rol won Winters een Daytime Emmy Award in de categorie Beste hoofdrol.
Winters speelde de terugkerende rol van Chloë Rice, een cheerleader, in het tweede, derde en vierde seizoen van de Netflix-dramaserie 13 Reasons Why. Daarnaast had ze een rol in de komediefilm Night School, geregisseerd door Malcolm D. Lee, en werd ze gecast in de ABC-dramaserie Grand Hotel. In 2022 verscheen Winters in het derde seizoen van The Orville, als het personage Charly Burke.

## Filmografie

### Films
| Jaar | Titel                            | Rol             |
| ---- | -------------------------------- | --------------- |
| 2009 | Gloria                           | Student         |
| 2010 | A Christmas Snow                 | Jonge Kathleen  |
| 2011 | Cooper and the Castle Hills Gang | Lauren          |
| 2014 | Sand Castles                     | Lauren Daly     |
| 2014 | Fatal Instinct                   | Kelly Decker    |
| 2015 | Pass the Light                   | Gwen            |
| 2015 | The Bride He Bought Online       | Avery Lindstrom |
| 2016 | The Tribe                        | Sarah           |
| 2017 | Reality High                     | Holly           |
| 2017 | Mom and Dad                      | Carly Ryan      |
| 2018 | Night School                     | Mila            |
| 2019 | Countdown                        | Courtney        |

### Televisie
| Jaar      | Titel            | Rol            | Extra                                          |
| --------- | ---------------- | -------------- | ---------------------------------------------- |
| 2010      | Summer Camp      | Beth           | Televisiefilm                                  |
| 2013      | Liv and Madie    | Kylie Kramer   | 1 afl.                                         |
| 2013-2014 | The Fosters      | Kelsey         | Terugkerende rol                               |
| 2014-2016 | Tyrant           | Emma Al-Fayeed | Hoofdrol (seizoen 1), gastrol (seizoen 2 en 3) |
| 2015      | Wicked City      | Vicki Roth     | Hoofdrol                                       |
| 2016      | Cruel Intentions | Valerie York   | Hoofdrol                                       |
| 2017-2019 | Zac & Mia        | Mia Philips    | Hoofdrol                                       |
| 2018-2020 | 13 Reasons Why   | Chloë Rice     | Terugkerende rol (seizoen 2-4)                 |
| 2019      | Grand Hotel      | Ingrid         | Hoofdrol                                       |
| 2022      | The Orville      | Charly Burke   | Hoofdrol (seizoen 3)                           |

## Prijzen en nominaties
| Jaar | Prijs                                | Categorie                        | Film         | Uitslag  |
| ---- | ------------------------------------ | -------------------------------- | ------------ | -------- |
| 2014 | Leonardo da Vinci Horse Awards       | Beste Ensemble Cast              | Sand Castles | Gewonnen |
| 2016 | Internationaal filmfestival van Nice | Beste bijrol                     | The Tribe    | Gewonnen |
| 2018 | Daytime Emmy Awards                  | Beste hoofdrol in een dramaserie | Zac & Mia    | Gewonnen |